# ペンタガストリン
ペンタガストリン(Pentagastrin)は、非経口投与によってガストリン様作用を示す合成ポリペプチドである。胃酸やペプシン、内因子の分泌を刺激し、またカルシトニン分泌刺激試験にも用いられる。商標名はPeptavlon。
脳内で広く発現しているコレシストキニン-B受容体と結合する。これらの受容体の活性化がホスホリパーゼCのセカンドメッセンジャーシステムを活性化する。点滴静脈注射で投与すると、パニック発作を起こす可能性がある。

## 刺激試験
ペンタガストリンは、セロトニンなどのいくつかのホルモン濃度を上昇させる刺激試験としても使用される。紅潮を誘発し、カルチノイド症候群のバイオマーカーが正常またはわずかに上昇しただけの紅潮患者の評価に有用である。
核医学検査によるメッケル憩室の検出のため、異所性胃粘膜を刺激するのに用いられてきた。

### カルシトニン試験
ペンタガストリン刺激カルシトニン試験は、甲状腺髄様がんの診断試験である。甲状腺髄様がんは、甲状腺のカルシトニン分泌細胞の悪性腫瘍であり、そのため一般にカルシトニン濃度が上昇するが、常に明確に上昇がみられるわけではない。ペンタガストリン刺激カルシトニン試験は、カルシトニン濃度が上昇しない甲状腺髄様がん疑いの患者に有用である。これらの患者では、ペンタガストリンの注射により、カルシトニンの濃度が正常値または基底値より大幅に上昇する。甲状腺全摘の後、ペンタガストリン刺激カルシトニンの放出により、残った濾胞傍細胞を検出できる。